# Вівсянка білошия
Вівсянка білошия (Sporophila fringilloides) — вид горобцеподібних птахів родини саякових (Thraupidae). Мешкає в Південній Америці. Раніше цей вид відносили до монотипового роду Dolospingus, однак за результатами молекулярно-генетичного дослідження він був переведений до роду Зерноїд (Sporophila).

## Поширення і екологія
Білошиї вівсянки мешкають на південному сході Колумбії (Ґуайнія, Ваупес), на півдні Венесуели (Амасонас), на півдні Гаяни та на північному заході Бразилії (північ Амазонасу на схід до Презіденті-Фігейреду, можливо, також в центральній Рораймі). Вони живуть в саванах та в сухих чагарникових заростях. Зустрічаються на висоті до 300 м над рівнем моря.